# Young, Wild & Free
«Young, Wild & Free» (с англ. — «Молодые, дикие и свободные») — сингл американских рэперов Snoop Dogg и Уиз Халифа при участии Бруно Марс. Сингл вышел 11 октября 2011 года в США в виде цифровой загрузки. В первую неделю продаж было продано 159000 цифровых копий, дебютировав под номером 10 в американском Billboard Hot 100 и под номером 44 в канадском чарте Canadian Hot 100. Песня также была номинирована на премию за лучшую рэп-композицию на 55-й премии Грэмми, которая произошла в феврале 2013 года.

## Видеоклип
Видеоклип был снят в феврале в Помона (Калифорния). Премьера состоялась 23 февраля 2012 года. Bruno Mars не оказался в клипе.

## Коммерческий успех
В первую неделю продаж было продано 159000 цифровых копий, дебютировав под номером 10 в американском чарте Billboard Hot 100 и под номером 44 в канадском чарте Canadian Hot 100. Песня достигла пика под номером 7 в Billboard Hot 100. В сентябре 2012 сингл продался в количестве 3211000 цифровых копий.

## Список композиций
| №  | Название                                                        | Длительность |
| -- | --------------------------------------------------------------- | ------------ |
| 1. | «Young, Wild & Free» (Explicit) (при участии Bruno Mars)        | 3:27         |
| 2. | «Young, Wild & Free» (Clean) (при участии Bruno Mars)           | 3:27         |
| 3. | «Young, Wild & Free Remix» (Explicit) (при участии Ryan Tedder) | 3:27         |

| №  | Название                                                    | Длительность |
| -- | ----------------------------------------------------------- | ------------ |
| 1. | «Young, Wild & Free» (Explicit) (при участии Bruno Mars)    | 3:27         |
| 2. | «Young, Wild & Free» (Music Video) (при участии Bruno Mars) | 3:27         |

## Чарты
| Чарт (2011-12)                        | Высшая позиция |
| ------------------------------------- | -------------- |
| Австралия (ARIA)                      | 4              |
| Австрия (Ö3 Austria Top 40)           | 17             |
| Бельгия/Фландрия (Ultratop 50)        | 9              |
| Бельгия/Валлония (Ultratop 50)        | 13             |
| Канада (Billboard Canadian Hot 100)   | 13             |
| Дания (Tracklisten)                   | 19             |
| Франция (SNEP)                        | 6              |
| Германия (GfK)                        | 15             |
| Венгрия (Rádiós Top 40)               | 17             |
| Ирландия (IRMA)                       | 33             |
| Израиль (Media Forest)                | 3              |
| Италия (FIMI)                         | 5              |
| Япония (Billboard Japan Hot 100)      | 85             |
| Нидерланды (Single Top 100)           | 11             |
| Новая Зеландия (Recorded Music NZ)    | 2              |
| Норвегия (VG-lista)                   | 6              |
| Польша (Polish Airplay Top 100)       | 3              |
| South Korea (GAON)                    | 20             |
| Швеция (Sverigetopplistan)            | 14             |
| Швейцария (Schweizer Hitparade)       | 6              |
| Великобритания (OCC UK Singles)       | 44             |
| Великобритания (OCC UK Hip Hop/R&B)   | 12             |
| США (Billboard Hot 100)               | 7              |
| США (Billboard Pop Airplay)           | 10             |
| США (Billboard Hot R&B/Hip-Hop Songs) | 56             |
| США (Billboard Hot Rap Songs)         | 4              |

| Чарт (2011)         | Позиция |
| ------------------- | ------- |
| New Zealand (RIANZ) | 46      |

| Чарт (2012)          | Позиция |
| -------------------- | ------- |
| US Billboard Hot 100 | 32      |

## Сертификации и продажи
}
| Регион | Сертификация  | Продажи   |
| --- | ------------- | --------- |
| Австралия (ARIA) | 5× Платиновый | 350 000   |
| Австрия (IFPI Austria) | Золотой       | 15 000*   |
| Бельгия (BEA) | Золотой       | 15 000*   |
| Канада (Music Canada) | 3× Платиновый | 240 000*  |
| Дания (IFPI Danmark) | Золотой       | 15 000^   |
| Германия (BVMI) | 5× Золотой    | 750 000   |
| Италия (FIMI) | 3× Платиновый | 150 000   |
| Мексика (AMPROFON) | Золотой       | 30 000*   |
| Новая Зеландия (RMNZ) | Платиновый    | 15 000*   |
| Швеция (GLF) | 2× Платиновый | 80 000    |
| Швейцария (IFPI Switzerland) | Золотой       | 15 000^   |
| Великобритания (BPI) | Платиновый    | 600 000   |
| США (RIAA) | 6× Платиновый | 6 000 000 |
| Стриминг |               |           |
| Дания (IFPI Danmark) | 2× Платиновый | 1 800 000 |
| * Данные о продажах приведены только на основе сертификации. · ^ Данные о тиражах приведены только на основе сертификации. · Данные о продажах + прослушиваниях приведены только на основе сертификации. · Данные только о прослушиваниях приведены на основе сертификации. |               |           |

## История релиза
| Страна         | Дата                  | Формат               | Лейбл            |
| -------------- | --------------------- | -------------------- | ---------------- |
| United States  | 11 октября, 2011 года | Цифровая дистрибуция | Atlantic Records |
| United Kingdom | 4 декабря, 2011 года  | Цифровая дистрибуция | Atlantic Records |
| Germany        | 3 февраля, 2012 года  | CD-сингл             | Atlantic Records |